# GG Lupi
GG Lupi (GG Lup / HD 135876 / HR 5687) es una estrella de magnitud aparente +5,59 en la constelación de Lupus, el lobo, situada 0,5º al oeste de δ Lupi. Se encuentra a unos 546 años luz de distancia del sistema solar.
GG Lupi es una binaria eclipsante cuyas dos componentes son estrellas blanco-azuladas de tipo espectral B. La estrella principal, de tipo B7 V, tiene una masa de 4,1 masas solares y una temperatura superficial de 14.750 K. Su radio es 2,5 más grande que el del Sol. La estrella secundaria, de tipo B9 V y 11.000 K de temperatura, es 2,38 veces más masiva que el Sol con un radio un 72% más grande que el de éste. La órbita que describen es excéntrica (ε = 0,150), siendo su rotación síncrona, es decir, tardan el mismo tiempo en girar sobre sí mismas que en completar una órbita. Son estrellas jóvenes, con una edad aproximada de sólo 20 millones de años.
GG Lupi es una estrella variable del tipo Beta Lyrae. Cada 2,164 días, la estrella B9 V (39 veces más luminosa que el Sol) eclipsa a su brillante acompañante (cuya luminosidad es 6,15 veces mayor que la de su acompañante), provocando una caída de brillo desde magnitud +5,49 a magnitud +6,00.